# Angel Batič
Angel Batič, slovenski rimskokatoliški duhovnik, vzgojitelj in pesnik  * 1. september 1929, Ajdovščina, † 10. avgust 1986, Ljubljana.

## Življenje in delo
Nižjo gimnazijo je obiskoval v rojstnem kraju, višjo v Gorici, kjer je leta 1952 tudi maturiral. Bogoslovje je obiskoval v Ljubljani in tu 29. junija 1958 prejel sveto mašniško posvečenje. Bil je župnik v Temnici (1958-1960), prefekt v Malem semenišču v Vipavi (1960-1963), župnik na Šentviški Gori (1963-1965), kaplan v Tolminu (1965-1971) in župnik v Stomažu na Vipavskem (1971-1985).
Batič je že v gimnaziji je začel pisati pesmi. Kasneje je nekaj subtilnih lirskih pesmi objavil v Brazdi, glasilu slovenskih bogoslovcev. S krajšimi članki je sodeloval tudi v tedniku Družina, Cerkvenem sedanjem cvetu in Novi mladiki. Veliko časa in energije pa je posvetil zasvojenim z alkoholom. Bil je med ustanovitelji in najbolj delavnimi člani klubov zasvojenih alkoholikov v Ajdovščini in Novi Gorici. Zadnje leto pred smrtjo, ko se je zdravil v Ljubljani, je sodeloval kot korektor v uredništvu Družine. Pred smrtjo je nekaj iz svoje zbirke otroške in mladinske literature podaril Pediatrični kliniki v Ljubljani, nekaj pa Minoritskemu bogoslovnemu semenišču v Ljubljani.